# Lastovsko Otocje Nature Park
Lastovsko Otocje Nature Park är en park i Kroatien. Den ligger i den södra delen av landet, 300 km söder om huvudstaden Zagreb. Lastovsko Otocje Nature Park ligger 182 meter över havet. Den ligger på ön Otok Lastovo.
Terrängen runt Lastovsko Otocje Nature Park är kuperad åt nordost, men åt nordväst är den platt. Havet är nära Lastovsko Otocje Nature Park åt sydväst. Närmaste större samhälle är Ubli, 0,54 km väster om Lastovsko Otocje Nature Park.